# شهرستان لونگنان
شهرستان لونگنان (به لاتین: Longnan County) یک شهرستان جمهوری خلق در چین است که در گانژوو واقع شده‌است.